# Меморіал «Танкістам-визволителям»
Меморіал «Танкістам-визволителям» знаходиться у сквері на площі Захисників України Центрально-Міського району м. Кривий Ріг.

## Передісторія
Пам'ятка пов'язана з подіями Другої світової війни. В боях за м. Кривий Ріг брали участь наступні танкові частини та з'єднання: 5-а гвардійська танкова армія, 18-й та 29-й танкові корпуса 2-го Українського фронту, а також 23-й гвардійський корпус, 4-й гвардійський механізований корпус, 28-й окремий гвардійський танковий полк, 6-й окремий важкий танковий полк 3-го Українського фронту. Саме танкісти у жовтні 1943 року першими увірвались до Кривого Рогу й дійшли до історичного місця, де зараз стоїть пам'ятник танкістам-визволителям.
Танк Т-34 з бортовим номером 23, збудований металургами Уралу за участі криворіжців, з боями дійшов до Праги. У 1972 році за зверненням Криворізького міськвиконкому командування Київського воєнного округу передало згадану техніку зі своїх музейних арсеналів місту Кривий Ріг.
Згідно з рішенням Криворізького міськвиконкому від 14.04.1972 р. № 20/114 на площі Миру (з 1975 р. площа Визволення) було встановлено пам'ятник на честь танкістів, які в період з 23 жовтня 1943 р. по 22 лютого 1944 р. вигнали нацистів із Кривого Рогу. Урочисте відкриття відбулося 8 травня 1972 р. Автор проекту — архітектор Борис Іванович Кохно.
Рішенням Дніпропетровського облвиконкому від 06.07.1972 р. № 453 об'єкт взято на державний облік з охоронним номером 1683.

## Пам'ятка

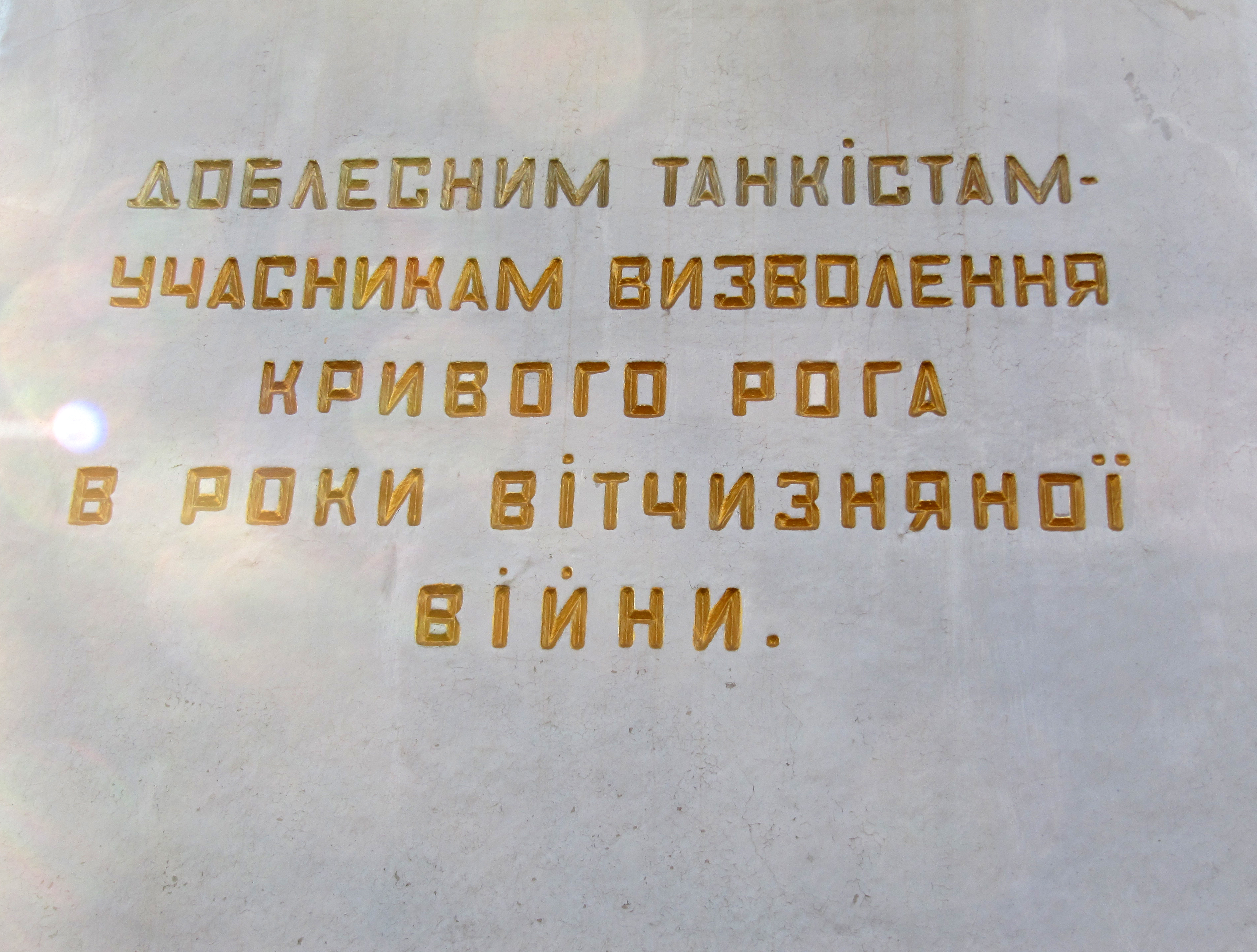

Пам'ятка представляє собою танк Т-34 встановлений на постаменті в центрі скверу на площі Визволення. Бойова машина пофарбована у зелений колір. На башті з обох боків білою фарбою нанесено цифрове позначення — бортовий номер. Висота танку 2,60 м. Постамент у вигляді піраміди з косо зрізаним верхом виготовлений з залізобетону, пофарбований у сірий колір (розміри основи 4,50х8,00х4,55 м, розміри по верхній частині 3,70х6,54х3,30 м, висота лицьової сторони 3,55 м, висота тильної сторони 2,41 м). На постаменті з лицьової сторони на відстані 0,80 м від верхньої грані міститься напис українською мовою великими літерами у 5 рядків: «ДОБЛЕСНИМ ТАНКІСТАМ — / УЧАСНИКАМ ВИЗВОЛЕННЯ / КРИВОГО РОГА / В РОКИ ВІТЧИЗНЯНОЇ / ВІЙНИ.» Техніка напису гравіювання, пофарбований золотом, висота літер 0,14 м. Схил (розміри 13,0×16,0 м, висота 4,5 м) засаджений газонної травою, огороджений залізобетонним бордюром.